# Partia Razem

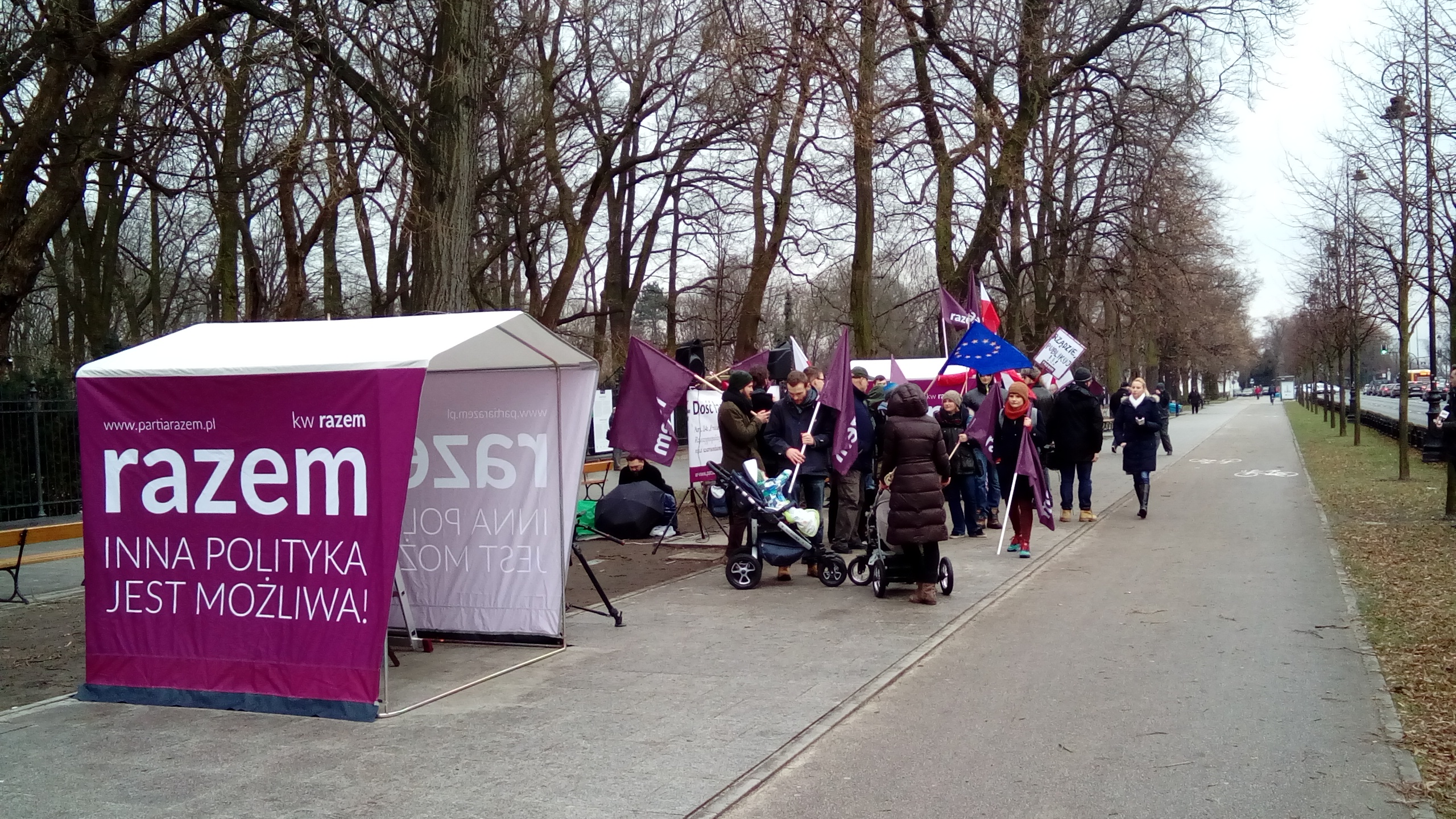
Działacze Partii Razem podczas drugiego dnia protestów pod gmachem Kancelarii Prezesa Rady Ministrów (2016)

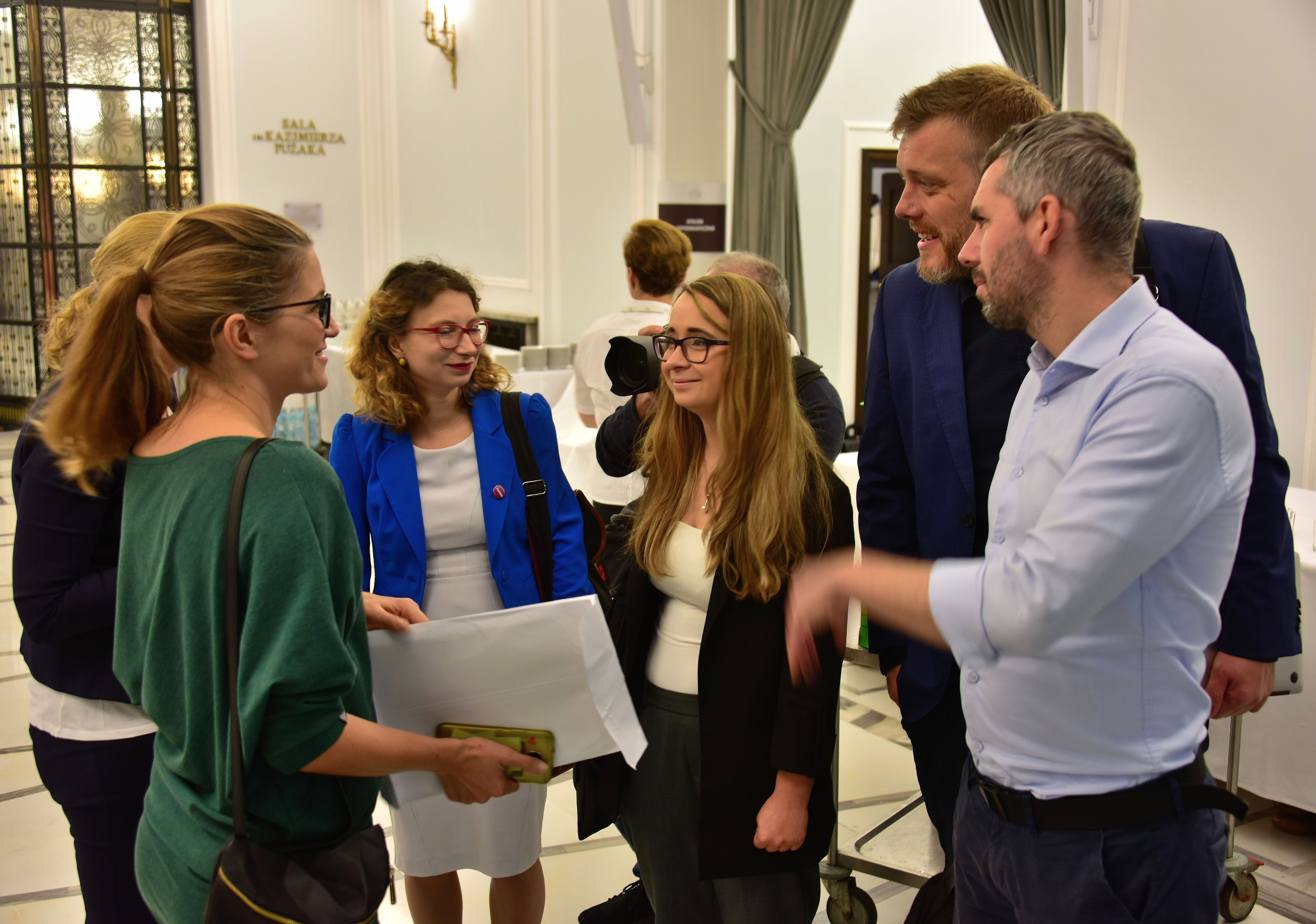
Posłowie Razem w rozmowie z Barbarą Nowacką w Sejmie. Stoją od lewej: Magdalena Biejat, Barbara Nowacka, Daria Gosek-Popiołek, Marcelina Zawisza, Adrian Zandberg i Maciej Konieczny (2019)

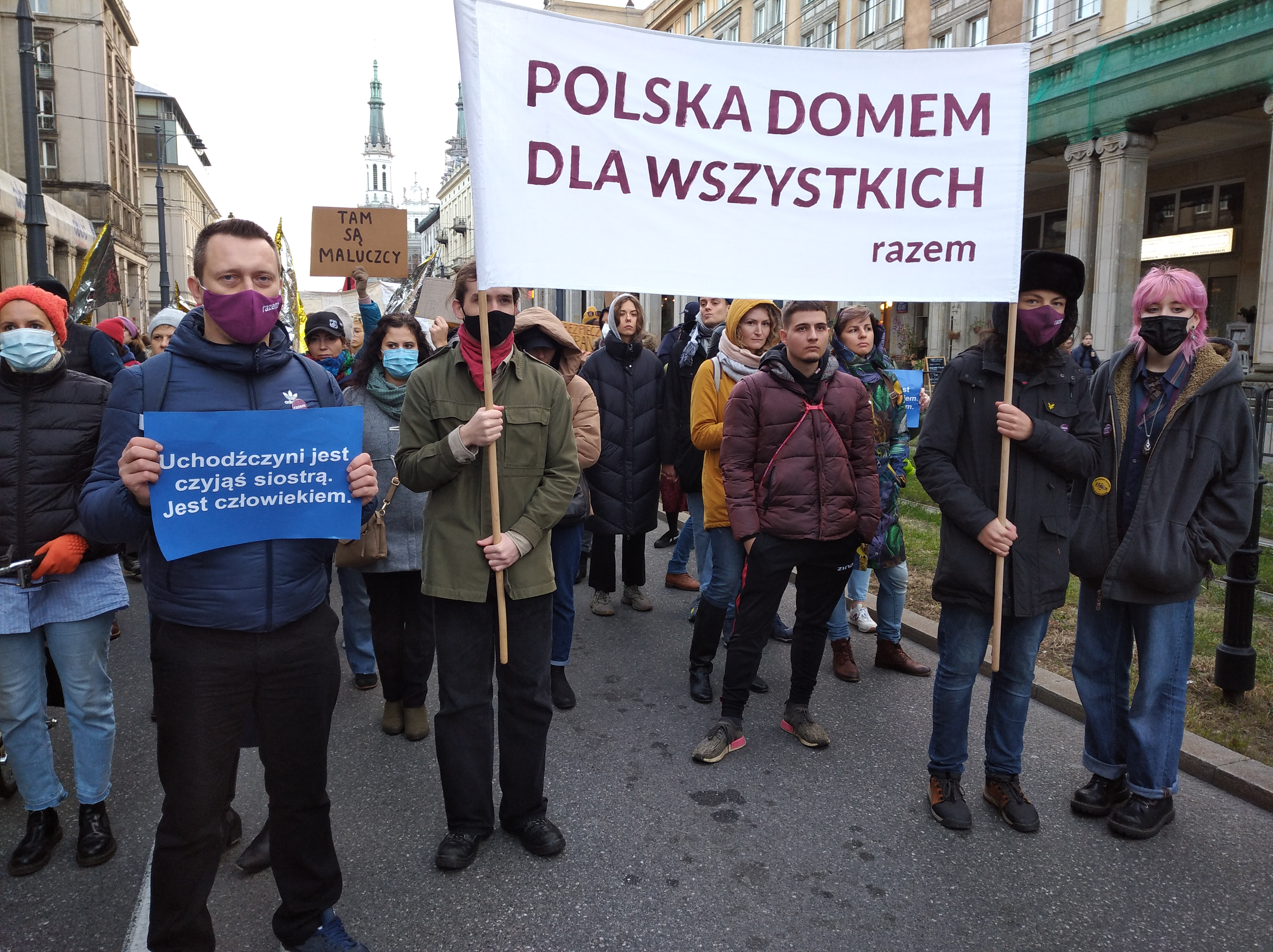
Transparent Razem na Marszu Troski o Oszukanych w Warszawie, 20 listopada 2021

Partia Razem (Razem) – polska lewicowa partia polityczna. Została założona w maju 2015, a zarejestrowana w lipcu tego samego roku. Od czerwca 2019 do października 2024 działała jako Lewica Razem. Od 2019 posiada przedstawicieli w Sejmie, w latach 2023–2024 posiadała ich także w Senacie. Międzynarodowo w latach 2016–2022 była związana z DiEM25, a od 2024 współtworzy organizacje CEEGLA oraz ELA.

## Historia partii
Partia Razem powstała w odpowiedzi na apel środowisk lewicowych o wspólny start lewicy społecznej w wyborach parlamentarnych. Inicjatorzy apelu byli niezadowoleni z sytuacji na polskiej scenie politycznej i – jak twierdzili – z braku lewicowej reprezentacji w parlamencie. Ugrupowanie założyli między innymi działacze Młodych Socjalistów oraz byli działacze Zielonych.
Formacją przez pierwsze siedem i pół roku kierował Zarząd Krajowy. Pierwszy zarząd partii, wybrany 17 maja 2015, składał się z Jakuba Barana, Aleksandry Cachy, Alicji Czubek, Macieja Koniecznego, Magdaleny Malińskiej, Mateusza Mirysa, Katarzyny Paproty, Adriana Zandberga i Marceliny Zawiszy. 21 lipca 2015 partia została zarejestrowana przez sąd. W sierpniu deklarowała posiadanie około 6000 zarejestrowanych członków i sympatyków partii.
W wyborach parlamentarnych w 2015 Partia Razem wystawiła samodzielne listy do Sejmu we wszystkich okręgach wyborczych. Nie wystawiła natomiast kandydatów do Senatu. Partia zdobyła 3,62% głosów, zajmując 8. miejsce. Nie uzyskała mandatów w Sejmie, jednak uzyskany wynik (powyżej 3%) uprawnił ją do otrzymania subwencji z budżetu państwa.
W odpowiedzi na nieopublikowanie przez premier Beatę Szydło wyroku Trybunału Konstytucyjnego z dnia 9 marca 2016, stwierdzającego niezgodność z Konstytucją uchwalonej w grudniu 2015 nowelizacji ustawy o TK, Partia Razem 9 marca 2016 rozpoczęła protest pod gmachem Kancelarii Prezesa Rady Ministrów, który zakończył się 17 marca. Członkowie partii za pomocą rzutnika wyświetlili na fasadzie budynku treść wyroku, żądając jego opublikowania.
W związku z organizacją Światowych Dni Młodzieży w 2016, partia krytycznie odniosła się do finansowego zaangażowania władz miast Krakowa i Warszawy w organizację wydarzenia.
W 2016 Partia Razem związała się z założonym przez Janisa Warufakisa ponadnarodowym ruchem DiEM25 (Ruch Demokracji w Europie 2025); lider ruchu ogłosił w maju 2017 poparcie dla Razem w wyborach do Parlamentu Europejskiego w 2019.
W dniach 14–15 maja 2016 odbył się drugi kongres Razem, podczas którego 1030 delegatów wybrało nowe władze partii. Do Zarządu Krajowego wybrani zostali Alicja Czubek, Agnieszka Dziemianowicz-Bąk, Maciej Konieczny, Magdalena Malińska, Mateusz Mirys, Weronika Samolińska, Mateusz Trzeciak, Adrian Zandberg oraz Marcelina Zawisza.
15 września 2016 uruchomiona została kampania „Zero tolerancji” (prowadzona do 2018), w której ujawniane i nagłaśniane były przypadki współpracy instytucji publicznych ze skrajną prawicą.
Na przełomie września i października 2016 partia zapoczątkowała „czarny protest”, związany ze skierowaniem do dalszych prac obywatelskiego projektu ustawy o zaostrzeniu przepisów aborcyjnych i odrzuceniem projektu ich liberalizacji (brała także udział w „czarnym poniedziałku” 3 października). W grudniu tego samego roku amerykański magazyn „Foreign Policy” umieścił Agnieszkę Dziemianowicz-Bąk z Partii Razem i Barbarę Nowacką z TR w rankingu FP Top 100 Global Thinkers za udział w organizacji czarnego protestu (obie odeszły w późniejszym czasie z tych partii). Partia również zainicjowała kampanię „Z dala od szpitala”, mającą na celu utrudnienie kontrowersyjnej według niej działalności organizacji pro-life, zwłaszcza Fundacji Pro – prawo do życia, polegającej na pokazywaniu zdjęć martwych płodów w przestrzeni publicznej i przedstawianiu treści antyaborcyjnych. Partia Razem była również sygnatariuszem w 2017 inicjatywy ustawodawczej „Ratujmy Kobiety”, mającej na celu zalegalizowanie aborcji do 12. tygodnia ciąży, refundację środków antykoncepcyjnych, wprowadzenie zgodnie z jej programem edukacji seksualnej w szkołach, zakaz przedstawiania treści pro-life w obrębie placówek służby zdrowia i edukacyjnych oraz ograniczenie klauzuli sumienia w placówkach finansowanych ze środków publicznych.
Partia Razem wspólnie z Ogólnopolskim Porozumieniem Związków Zawodowych zainicjowała w kwietniu 2017 kampanię „Moje prawa są łamane”, która ma zwrócić uwagę na przypadki łamania praw pracowniczych.
W 2017 w partii pojawiły się spory wewnętrzne dotyczące programu i strategii, głównie między działaczami wywodzącymi się z Młodych Socjalistów i kojarzoną z nimi nieformalną frakcją „Chleba i Róż”, a inną nieformalną frakcją „Państwo Lewica Partia”, opowiadającą się za szerszą współpracą z innymi środowiskami, w tym Zielonymi, Inicjatywą Polska (kierowaną przez Barbarę Nowacką) i środowiskiem Roberta Biedronia.
W 2018 partia wprowadziła do dyskusji publicznej temat skrócenia podstawowego czasu pracy do 35 godzin w tygodniu (zbiórka pod obywatelską inicjatywą ustawodawczą – „Pracujmy krócej”).
W wyborach samorządowych w 2018 ugrupowanie wystawiło listy wyborcze do sejmików województw we wszystkich okręgach, nie rejestrując jednak list kandydatów na radnych niższego szczebla. Członkowie partii wystartowali z ramienia lokalnych komitetów na prezydentów Krakowa, Gdyni i Częstochowy, a także na burmistrza Leśnej; oprócz tego ugrupowanie weszło w niektórych miejscach w lokalne sojusze. Hasłem wyborczym partii ogłoszono Polska – wygodny dom dla wszystkich. Przed wyborami przyjęto program samorządowy „Razem możemy więcej”. W wyborach do sejmików partia uzyskała w skali kraju 1,57% głosów, co było 8. wynikiem spośród wszystkich komitetów. Najwyższe poparcie (nieco powyżej 2%) zdobyła w województwach warmińsko-mazurskim i pomorskim, a najniższe (poniżej 1%) w świętokrzyskim i lubelskim. W wyborach na prezydentów miast członkowie partii zajęli ostatnie lub (w Krakowie) przedostatnie miejsca, natomiast w wyborach na burmistrza Leśnej koordynator okręgu ugrupowania Szymon Surmacz zwyciężył w II turze (po wyborach wystąpił jednak z partii).
W lutym 2019 Partia Razem weszła wraz z Unią Pracy i Ruchem Sprawiedliwości Społecznej w skład koalicji Lewica Razem, powołanej na wybory do Parlamentu Europejskiego w tym samym roku. Obsadziła 9 z 13 pierwszych miejsc na listach koalicji, a także zdecydowaną większość miejsc na nich (będąc w tych wyborach jedyną partią, której liczba członków na listach przekroczyła 100). LR otrzymała 1,24% głosów, nie osiągając progu wyborczego.
1 czerwca 2019 kongres nadzwyczajny Partii Razem zdecydował o zmianie jej nazwy na „Lewica Razem”.

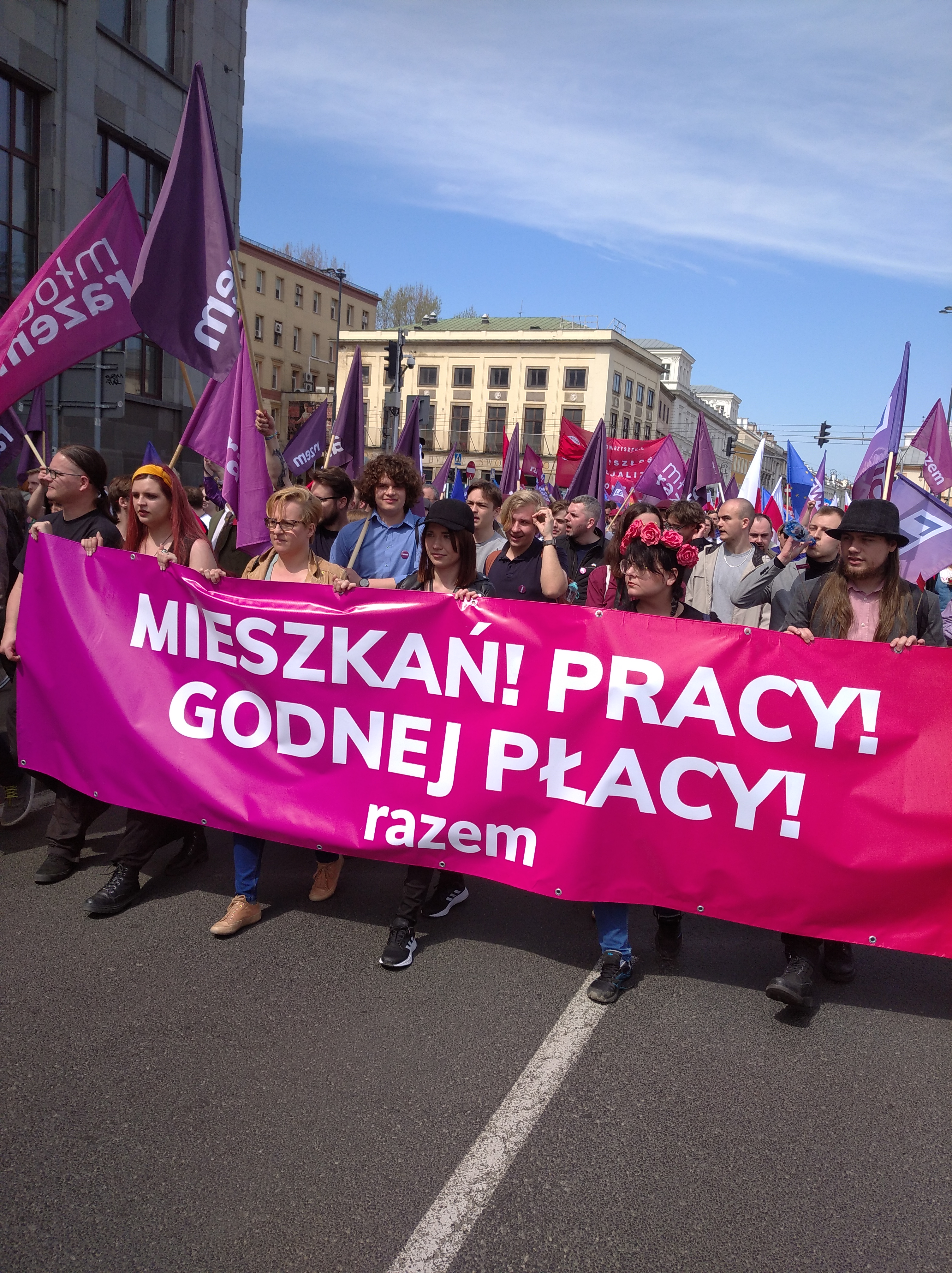
Baner Razem niesiony w trakcie pochodu pierwszomajowego w Warszawie (2022)

19 lipca 2019 na konferencji prasowej członek Zarządu Krajowego partii Adrian Zandberg wraz szefami Sojuszu Lewicy Demokratycznej i Wiosny poinformował o wspólnym starcie tych partii w wyborach parlamentarnych w tym samym roku. Do koalicji dołączyły potem także m.in. Polska Partia Socjalistyczna i Twój Ruch. Koalicja przyjęła nazwę Lewica, w związku z czym – aby uniknąć konieczności przekroczenia 8%-owego progu w wyborach do Sejmu – nazwę tę za swój skrót przyjął SLD. W związku z zawarciem tej koalicji i zapowiadanym formalnym startem kandydatów z list tej partii, w sierpniu 2019 odejście z Razem ogłosiła grupa ok. 40 działaczy, w tym 12 z 35 członków Rady Krajowej. Do rejestracji nowego skrótu SLD ostatecznie nie doszło przed upływem terminu rejestracji komitetów wyborczych, w związku z czym koalicja przystąpiła do wyborów jako KW Sojusz Lewicy Demokratycznej. Na listach do Sejmu znalazło się ponad 200 działaczy Razem, w tym sześcioro na pierwszych miejscach (m.in. Adrian Zandberg w okręgu warszawskim). Ponownie nie wystartowali natomiast do Senatu.
W wyborach do Sejmu na kandydatów Lewicy Razem zagłosowało blisko 510 tys. wyborców, co dało tej partii 6 mandatów (na 49 mandatów dla całego komitetu SLD). Do Sejmu dostali się Magdalena Biejat, Daria Gosek-Popiołek, Maciej Konieczny, Paulina Matysiak, Adrian Zandberg i Marcelina Zawisza. Marcelina Zawisza została I wiceprzewodniczącą Koalicyjnego Klubu Parlamentarnego Lewicy. Jedną z wiceszefowych klubu została także Magdalena Biejat.
6 stycznia 2020 Zarząd Krajowy partii podjął decyzję o poparciu lidera partii Wiosna Roberta Biedronia jako kandydata Lewicy w wyborach prezydenckich w tym samym roku (później ogłoszona została jego kandydatura). W czerwcowych wyborach zajął on 6. miejsce, otrzymując 2,22% głosów.

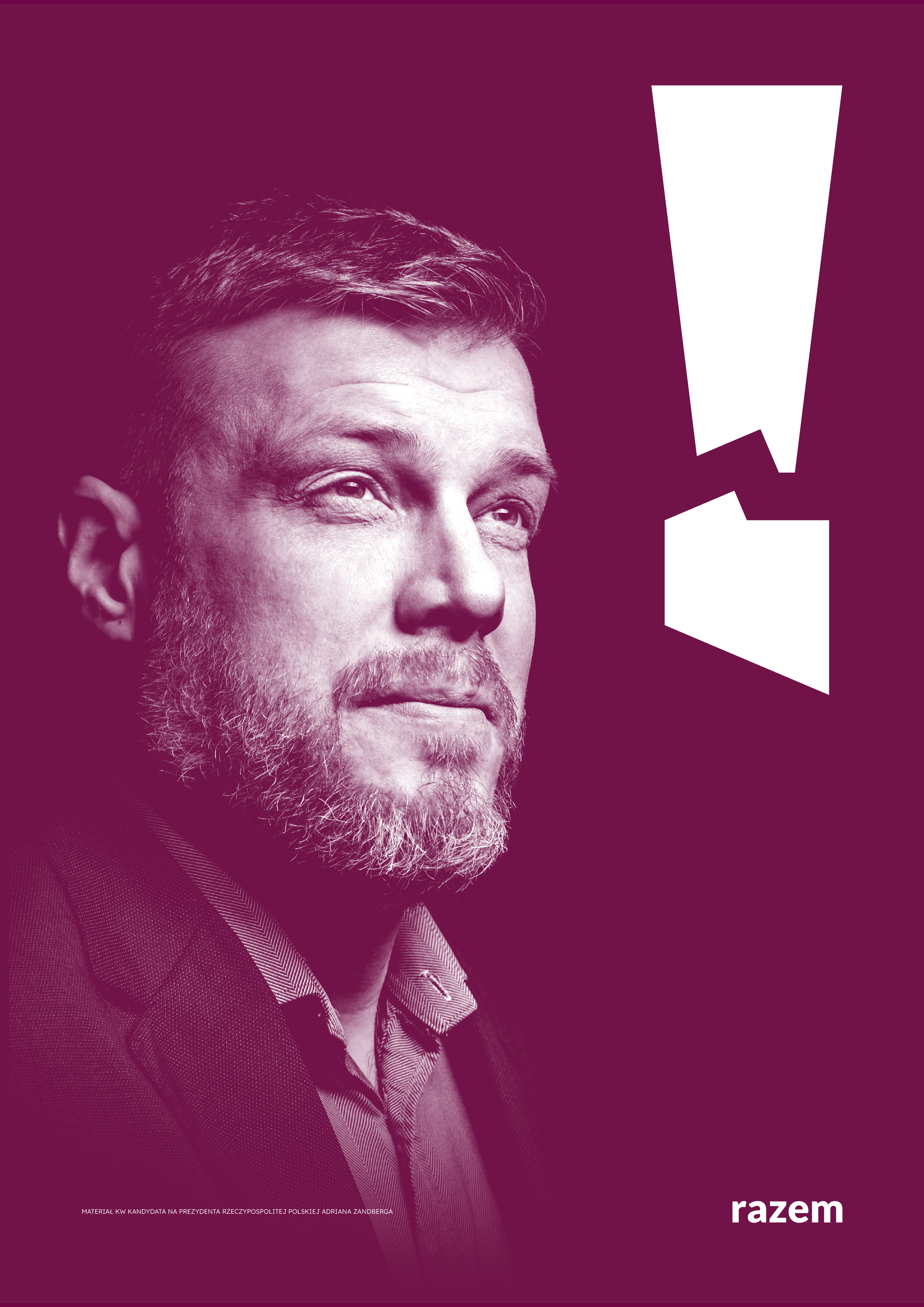
Plakat z wyborów prezydenckich w 2025

Z końcem lutego 2022 partia zakończyła współpracę z międzynarodowymi organizacjami DiEM25 i Progressive International, w związku z niepotępieniem przez nie inwazji Rosji na Ukrainę.
Zarząd Krajowy kolegialnie kierował Lewicą Razem do 27 listopada 2022. Wówczas na współprzewodniczących partii zostali wybrani Adrian Zandberg i Magdalena Biejat.
W wyborach parlamentarnych w 2023 partia ponownie współtworzyła porozumienie Lewica (wraz z powstałą z połączenia SLD i Wiosny Nową Lewicą, PPS, UP, Socjaldemokracją Polską, Wolnością i Równością oraz środowiskiem wyrejestrowanego RSS), startując z list NL, na których znalazło się niemal 200 działaczy Razem. Dwie działaczki Razem (w tym Magdalena Biejat) wystartowały do Senatu, a czworo innych posłów zostało liderami list do Sejmu. W Sejmie kandydatom Razem przypadło 7 z 26 mandatów dla komitetu NL. Reelekcję uzyskali wszyscy startujący do Sejmu posłowie Razem (Daria Gosek-Popiołek, Maciej Konieczny, Paulina Matysiak, Adrian Zandberg i Marcelina Zawisza), ponadto mandaty otrzymały Dorota Olko i Joanna Wicha. Do Senatu wybrane zostały obie kandydatki partii (Magdalena Biejat i Anna Górska). Magdalena Biejat została wicemarszałkiem Senatu. Parlamentarzyści Lewicy Razem ponownie zasiedli w klubie Lewicy, jednak partia pomimo udziału w koalicji rządzącej, zdecydowała nie delegować swoich przedstawicieli do rządu Donalda Tuska. Przyczyną był brak zgody ze strony potencjalnych koalicjantów na depenalizację aborcji, ułatwienia dla związków zawodowych, walkę z tzw. umowami śmieciowymi, pełnopłatne zwolnienia chorobowe oraz na przeznaczenie 8% PKB na ochronę zdrowia, 3% na naukę i 1% na mieszkalnictwo społeczne.
W styczniu 2024 partia współtworzyła organizację CEEGLA (Sojusz Zielonej Lewicy Europy Środkowo-Wschodniej), zrzeszającą ugrupowania lewicowe i zielone z Europy Środkowo-Wschodniej.
W wyborach samorządowych w 2024 partia przystąpiła do koalicyjnego komitetu Lewica, który współtworzyła wraz z NL, PPS i UP. Marta Stożek uzyskała na Dolnym Śląsku mandat radnej wojewódzkiej (jedyny na Lewicy w tym sejmiku i jeden z ośmiu wszystkich radnych sejmików dla komitetu). Ponadto 11 kandydatów Razem uzyskało (z ramienia Lewicy bądź komitetów lokalnych) mandaty radnych miast i gmin (w tym 2 w Warszawie i 1 w Krakowie) oraz także 11 w radach dzielnic Warszawy (najwięcej na Śródmieściu – 3). 11 członków Razem startowało na włodarzy, w tym 6 na prezydentów miast – m.in. Magdalena Biejat, która była kandydatką Lewicy na prezydenta Warszawy, zajmując 3. miejsce.
W wyborach do Parlamentu Europejskiego w tym samym roku Lewica Razem ponownie współtworzyła KKW Lewica, z którego list wystartowało 20 członków Razem, w tym otwierający listy Wiktoria Barańska (w okręgu podkarpackim) i poseł Maciej Konieczny (w okręgu śląskim). Przedstawiciele partii nie uzyskali żadnego z mandatów, które przypadły Lewicy. Marta Stożek objęła natomiast zwolniony przez wybranego do PE posła NL mandat w Sejmie, jednak tym samym Lewica Razem utraciła reprezentację sejmikową.

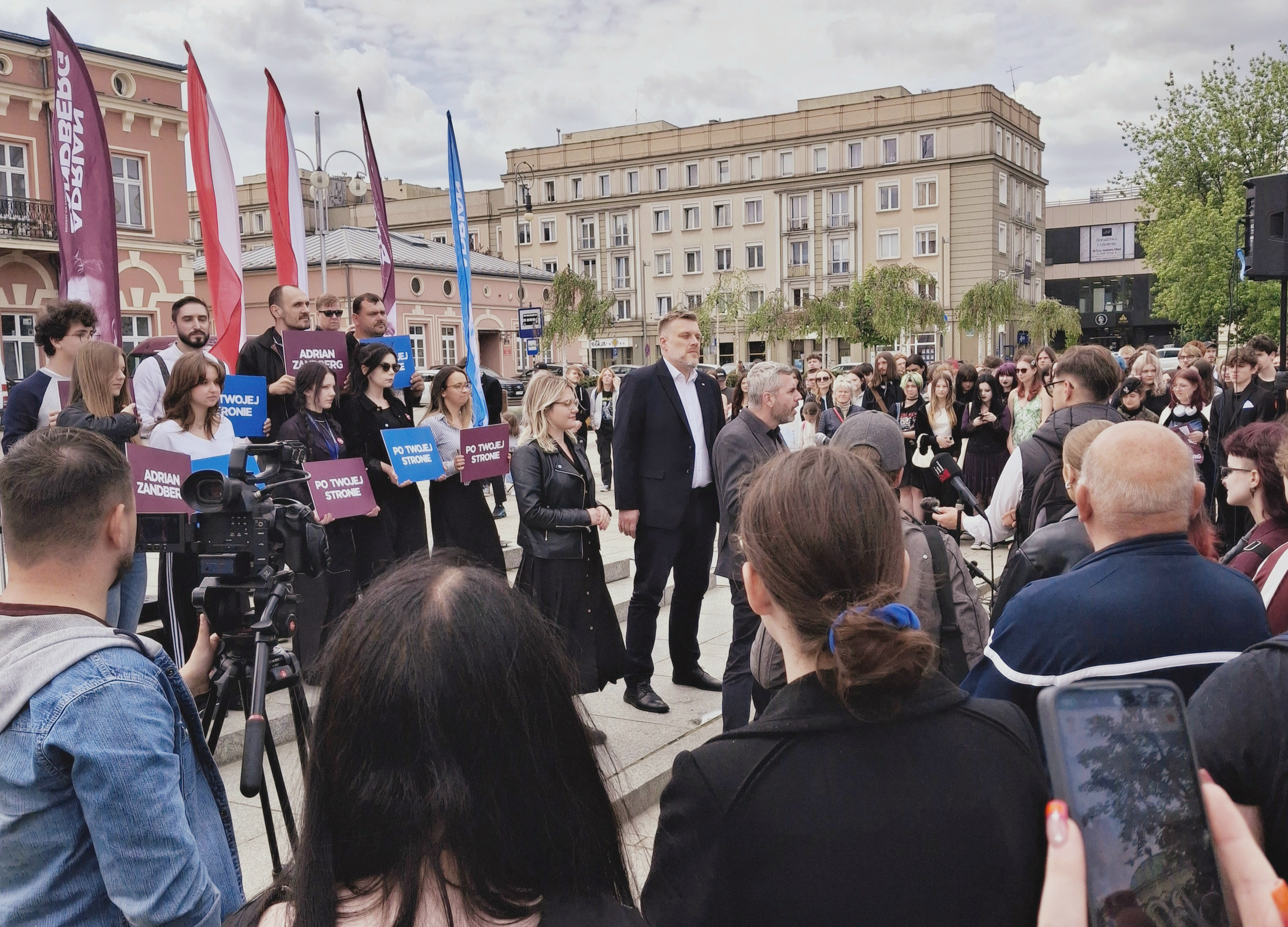
Kampania prezydencka Adriana Zandberga w 2025 (Częstochowa)

We wrześniu 2024 Razem współtworzyło międzynarodową partię Europejski Sojusz Lewicy dla Ludzi i Planety (ELA).
24 października 2024 o swoim odejściu z partii poinformowały obie senatorki (wicemarszałek Magdalena Biejat i Anna Górska), a także posłanki Daria Gosek-Popiołek, Dorota Olko i Joanna Wicha, pozostając w KKP Lewicy. Łącznie tego dnia z ugrupowania wystąpiło ok. 30 osób, w tym m.in. obydwie warszawskie radne miejskie. Grupa ta powołała stowarzyszenie polityczne Ruch Wspólne Jutro, na czele którego stanęła Daria Gosek-Popiołek (zarejestrowano je 26 marca 2025). Trzy dni po odejściu parlamentarzystek partia zdecydowała o odejściu z KKP Lewicy i utworzeniu własnego koła poselskiego, przechodząc do opozycji. Powróciła jednocześnie do nazwy „Partia Razem”. Przewodniczącą koła (formalnie powołanego 6 listopada) została Marcelina Zawisza. 3 grudnia 2024 ogłoszono, że wybory na współprzewodniczących partii wygrali Adrian Zandberg (który uzyskał reelekcję) i Aleksandra Owca.
11 stycznia 2025 partia ogłosiła kandydaturę Adriana Zandberga w wyborach prezydenckich w maju tego samego roku, w których zajął 6. miejsce z wynikiem 4,86% głosów.

## Program partii
Na kongresie założycielskim, który odbył się 16 i 17 maja 2015, około 200 delegatów po raz pierwszy przyjęło główne założenia programowe Razem.
Do wyborów parlamentarnych w 2015 partia startowała z programem „Inna polityka jest możliwa”. Natomiast do wyborów do Parlamentu Europejskiego w 2019 z programami „Europejska Wiosna. Razem dla Solidarnej Europy” (ogłoszonym jeszcze w 2018), „Razem dla Europy. Program na wybory do Parlamentu Europejskiego” (2019) oraz – opublikowanym przez koalicję Razem z UP i RSS – Europejska Wiosna „Nowy Ład dla Europy. Program na wybory do Parlamentu Europejskiego” (2019). 
Partia deklaruje poglądy socjaldemokratyczne, odwołuje się też do socjalizmu demokratycznego. Wśród osób pracujących nad programem gospodarczym Razem była m.in. należąca do partii profesor nauk zarządzania Monika Kostera.
Aktualną deklarację programową przyjął kongres obradujący w dniach 22–24 października 2021. Do założeń programowych Partii Razem należą między innymi:

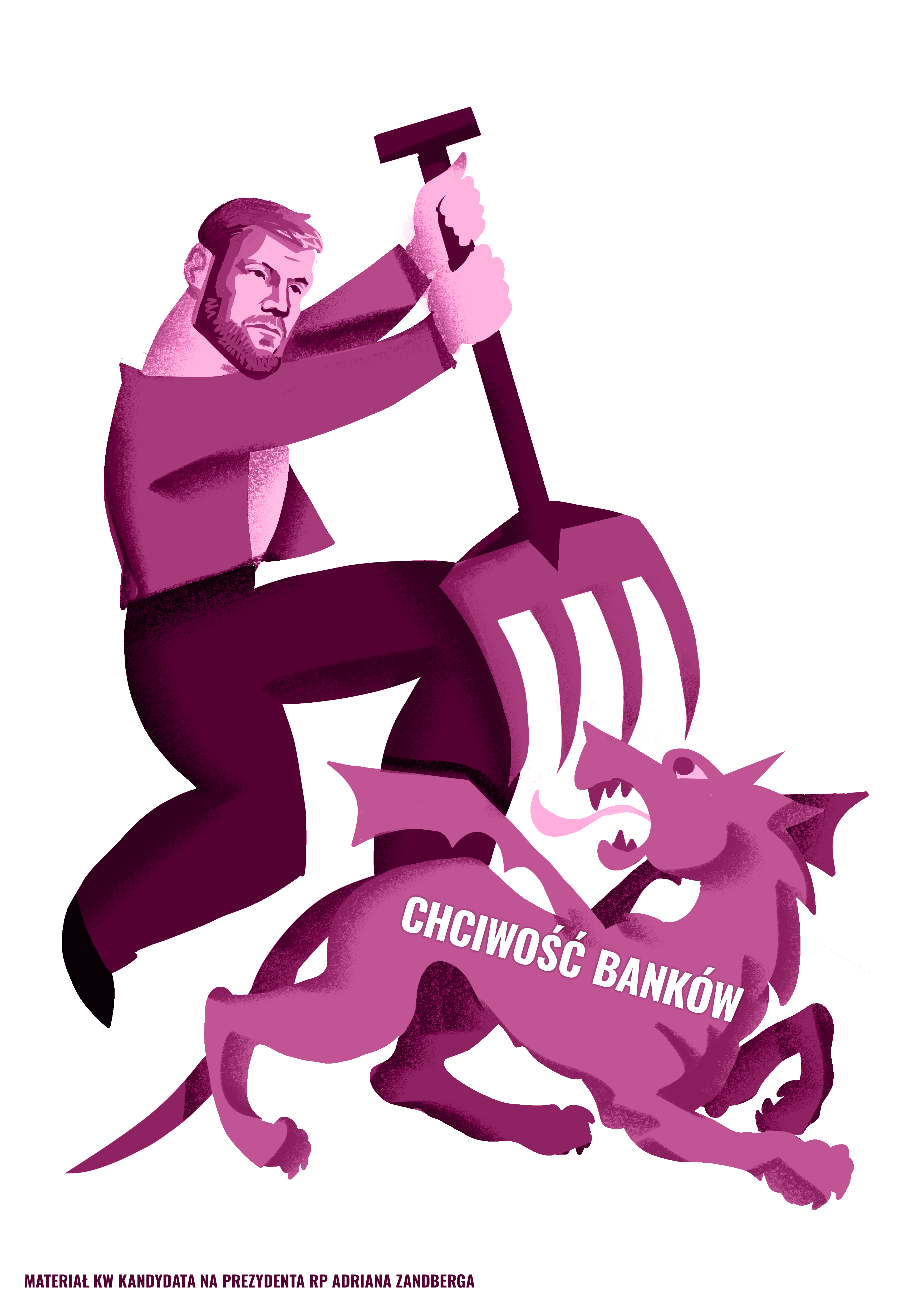
Plakat wyborczy Adriana Zandberga z 2025

### Prawo pracy
- walka o stabilne miejsca pracy, likwidacja umów śmieciowych, wprowadzenie programu gwarancji zatrudnienia, dla każdej osoby poszukującej zatrudnienia;
- zapewnienie godnej płacy osobom pracującym w budżetówce, w tym nauczycielom czy pielęgniarkom;
- ustanowienie wysokości pensji minimalnej na umowie o pracę na poziomie 2/3 przeciętnego wynagrodzenia w gospodarce;
- wprowadzenie 35-godzinnego czasu pracy, zakaz darmowych staży;
- zwiększenie uprawnień dla PIP-u;
- zwiększenie kar za łamanie praw pracowniczych i dla osób utrudniających działalność związkową;
- ułatwienie zrzeszania się w związkach zawodowych;
- ustanowienie reprezentacji pracowniczej w radach nadzorczych na poziomie co najmniej 20%;
- walka o prawa pracownicze dla osób pracujących na rzecz organizacji platformowych;
- wprowadzenie transparentności zakresu, sposobu zbierania, przetwarzania oraz wykorzystywania danych;
- wprowadzenie obowiązku konsultacji działania algorytmów i ich skutków dla osób zatrudnionych w odniesieniu do warunków pracy czy wynagrodzenia;
- ustanowienie wysokości zasiłku chorobowego na poziomie 100%;
- walka z dyskryminacją płacową ze względu na płeć, wiek czy pracę w ramach telepracy oraz ze zróżnicowaniem wynagrodzenia, w zależności od miejsca świadczenia pracy;
- likwidacja barier wykluczających osoby z niepełnosprawnością z życia społecznego i rynku pracy;
- wprowadzenie jednolitego, 480-dniowego urlopu rodzicielskiego, dzielonego po równo pomiędzy rodziców;
- zwiększenie wymiaru urlopu wypoczynkowego do co najmniej 35 dni.

### Ochrona zdrowia, edukacja oraz opieka społeczna

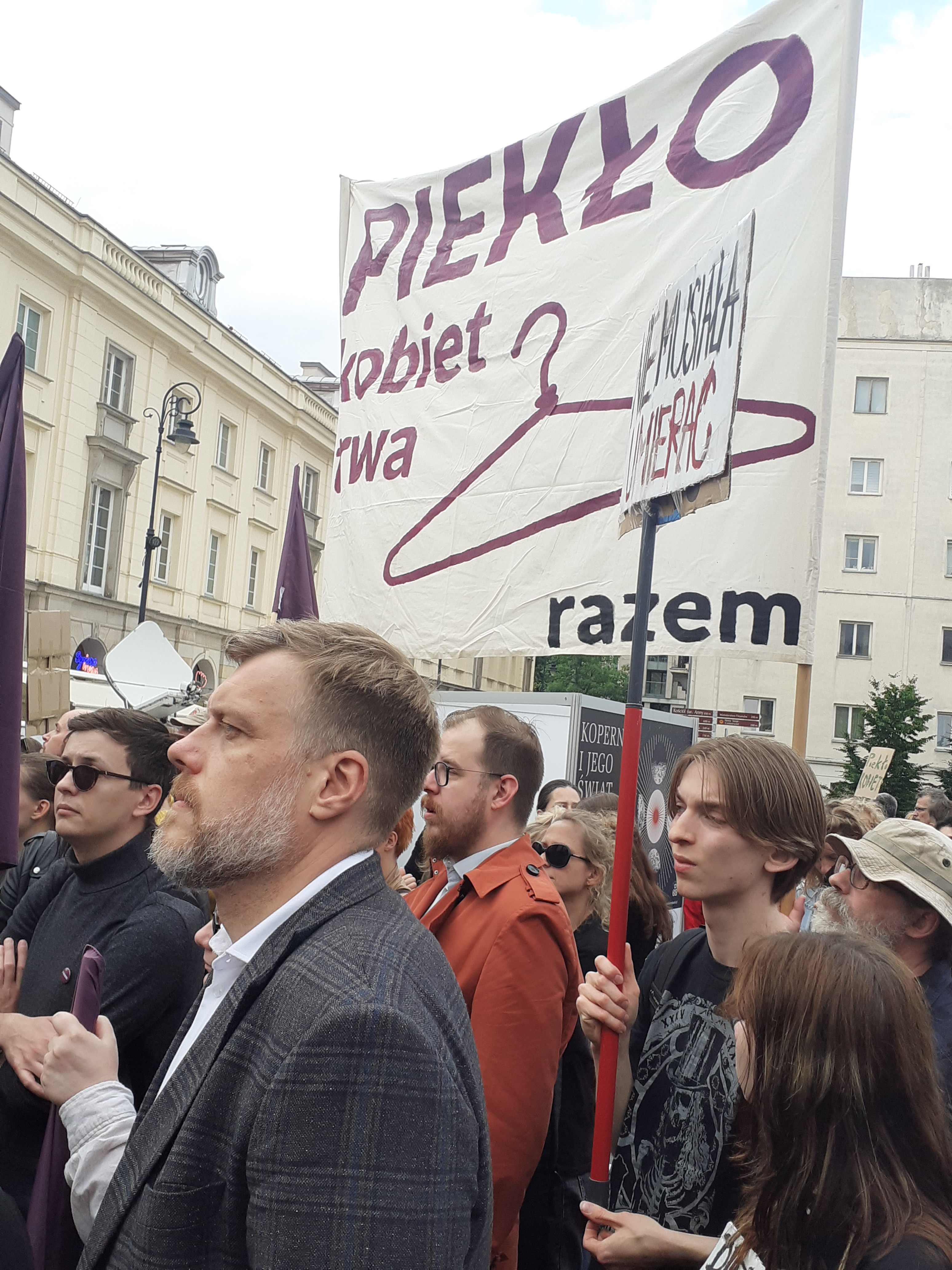
Adrian Zandberg i inni działacze Razem na demonstracji pod hasłem „Ani jednej więcej” w Warszawie (2023)

- zatrzymanie komercjalizacji ochrony zdrowia, finansowanie jej bezpośrednio z budżetu państwa;
- wprowadzenie pełnej refundacji zabiegów in vitro i antykoncepcji;
- zatrzymanie prywatyzacji szkół, wzrost nakładów na oświatę do 6% PKB;
- poszerzenie edukacji seksualnej w szkołach;
- wprowadzenie ustawowo maksymalnie 20-osobowych klas;
- zapewnienie opieki psychologicznej, darmowych podręczników oraz bezpłatnych posiłków uczniom;
- podniesienie minimalnego dochodu uprawniającego do stypendium do poziomu 100% minimum socjalnego;
- zapewnienie darmowej aborcji na żądanie ciężarnej, do co najmniej 12. tygodnia ciąży oraz likwidacja klauzuli sumienia;
- wybudowanie w każdej gminie dziennego domu opieki dla osób starszych i zależnych finansowany z budżetu państwa;
- nacisk na budowę nowych żłobków.

### Mieszkalnictwo
- utworzenie programu budowy mieszkań pod wynajem[69][70];
- zobowiązanie deweloperów do przekazywania, do publicznego zasobu mieszkań na wynajem, części wybudowanych przez siebie mieszkań;
- radykalne ograniczenie najmu krótkoterminowego[71];
- walka z patodeweloperką, w tym zakazanie budowy tzw. „mikroapartamentów”;
- zakazanie eksmisji na bruk.

### Podatki
- wprowadzenie jednolitej i progresywnej skali podatkowej oraz likwidacja większości ulg podatkowych;
- wprowadzenie progresywnego podatku dla przedsiębiorstw, zlikwidowanie podatku liniowego dla przedsiębiorstw;
- likwidacja przywilejów podatkowych dla kościołów, związków wyznaniowych oraz firm działających w SSE;
- wprowadzenie podatku od transakcji kapitałowych;
- wprowadzenie progresywnego podatku od wartości nieruchomości;
- obniżenie podatku VAT do 15% oraz stworzenie szerokiego wachlarza produktów i usług objętych stawką 0%.

### Gospodarka
- stworzenie państwowych i samorządowych funduszów zalążkowych, inwestujących w przedsięwzięcia w zamian za udział państwa w przyszłych zyskach;
- wprowadzenie zasady, iż warunkiem uzyskania środków publicznych przez firmy będzie przestrzeganie praw pracowniczych i zapewnianie dobrych warunków pracy;
- przeniesienie środków z dotacji służących tworzeniu nieefektywnych mikroprzedsiębiorstw na pomoc w organizowaniu spółdzielni;
- pomoc w tworzeniu spółdzielni, w szczególności mieszkaniowych, oraz uproszczenie przepisów w tym zakresie.

### Transport oraz zrównoważony rozwój
- obniżenie emisji dwutlenku węgla o co najmniej połowę do 2030 roku oraz osiągnięcie neutralności węglowej przed rokiem 2050;
- zapewnienie sprawiedliwej transformacji energetycznej, z uwzględnieniem interesów osób pracujących w sektorze przemysłu, w szczególności energetyce oraz górnictwie;
- wspieranie ekologicznych środków transportu i rozwój transportu zbiorowego, w szczególności kolei;
- dążenie do likwidacji wykluczenia komunikacyjnego.

### Kwestie społeczne
- legalizacja marihuany;
- wprowadzenie równouprawnienia rodzin niezależnie od płci partnerów;
- wprowadzenie małżeństw jednopłciowych;
- uznanie prawnie istnienia osób niebinarnych;
- wprowadzenie waloryzacji programów socjalnych, takich jak program Rodzina 500 plus;
- dążenie do wprowadzenia emerytury obywatelskiej w wysokości wystarczającej na utrzymanie, finansowanej bezpośrednio z podatków;
- wprowadzenie obowiązku stworzenia w każdej gminie punktu bezpłatnych porad prawnych;
- walka z alkoholizmem i ograniczenie sprzedaży alkoholu.

### Kwestie polityczne oraz decentralizacja władzy
- ograniczenie wynagrodzeń poselskich do trzykrotności płacy minimalnej;
- wprowadzenie limitu maksymalnie dwóch następujących po sobie kadencji dla parlamentarzystów;
- wprowadzenie systemu pojedynczego głosu przechodniego (tzw. STV);
- przeniesienie części urzędów centralnych poza stolicę oraz zapewnienie dojazdu do sądów, szpitali i szkół z każdej miejscowości;
- reforma obecnego systemu finansowania działalności partii politycznych.

Brytyjski ekonomista Guy Standing nazwał Razem „pierwszym w Polsce autentycznym ruchem reprezentującym prekariat”.

### Stosunek do agresji Rosji na Ukrainę
Razem zdecydowanie potępiło działania Rosji i sprzeciwiła się jej inwazji na Ukrainę. Partia wspiera zbrojny opór Ukrainy, w przeciwieństwie do wielu lewicowych i „antyimperialistycznych” partii na świecie. Wraz z częścią europejskiej lewicy (m.in. fińską Vasemmistoliitto, duńską Enhedslisten, portugalską Bloco de Esquerda czy szwedzką Vänsterpartiet) domaga się umorzenia długu zagranicznego Ukrainy, ściśle współpracując z ukraińską lewicową partią Ruch Socjalny.

## Struktura i działacze
Władzami krajowymi Razem są Kongres, Rada Krajowa, Zarząd Krajowy, Krajowa Komisja Rewizyjna, Krajowa Komisja Wyborcza oraz Partyjny Sąd Koleżeński. Zarząd Krajowy jest organem wykonawczym Razem.
Do 27 listopada 2022 partią kolegialnie kierował Zarząd Krajowy, w skład którego wchodziła różna liczba osób. 27 listopada 2022 współprzewodniczącymi partii zostali Magdalena Biejat (która odeszła z partii 24 października 2024) i Adrian Zandberg. 3 grudnia 2024 nową współprzewodniczącą została Aleksandra Owca.

### Współprzewodniczący
| Współprzewodniczący | Współprzewodniczący | Współprzewodniczący | Współprzewodniczący | Współprzewodniczący | Współprzewodnicząca | Współprzewodnicząca | Współprzewodnicząca | Współprzewodnicząca | Współprzewodnicząca  |
| Lp.                 | Zdjęcie             | Imię i nazwisko     | Od                  | Do                  | Lp.                 | Zdjęcie             | Imię i nazwisko     | Od                  | Do                   |
| ------------------- | ------------------- | ------------------- | ------------------- | ------------------- | ------------------- | ------------------- | ------------------- | ------------------- | -------------------- |
| 1.                  |                     | Adrian Zandberg     | 27 listopada 2022   | nadal               | 1.                  |                     | Magdalena Biejat    | 27 listopada 2022   | 24 października 2024 |
| 1.                  | 2.                  | Adrian Zandberg     | 27 listopada 2022   | nadal               |                     | Aleksandra Owca     | 3 grudnia 2024      | nadal               |                      |

### Posłowie na Sejm X kadencji (od 2023)
- Maciej Konieczny
- Paulina Matysiak

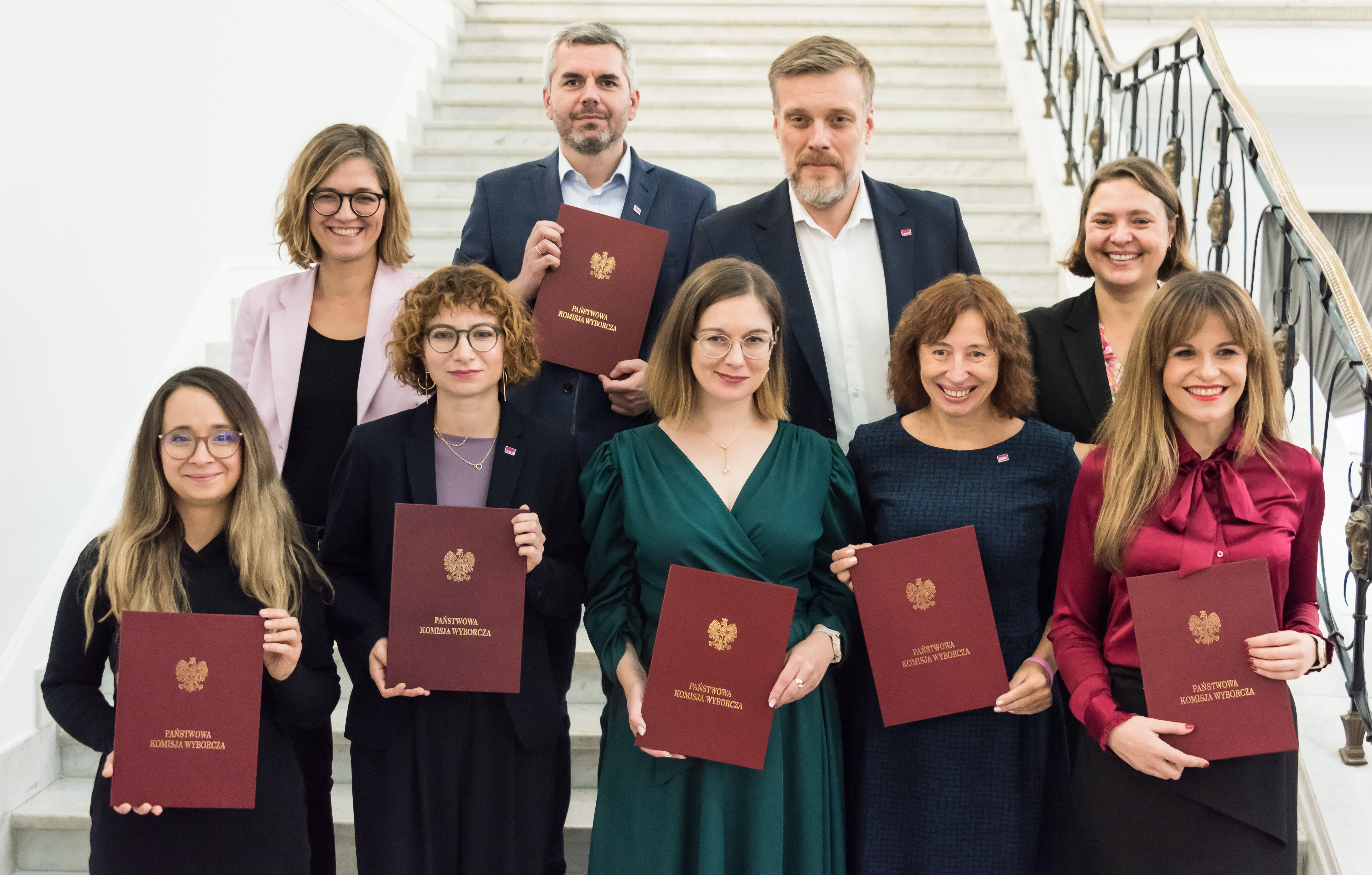
Parlamentarzyści Lewicy Razem wybrani w wyborach w 2023 w Sejmie. Stoją od lewej (zgodnie z ruchem wskazówek zegara): Magdalena Biejat, Maciej Konieczny, Adrian Zandberg, Anna Górska, Dorota Olko, Joanna Wicha, Paulina Matysiak, Daria Gosek-Popiołek i Marcelina Zawisza (2023)

- Marta Stożek – od 26 czerwca 2024, zastąpiła Krzysztofa Śmiszka z Nowej Lewicy
- Adrian Zandberg
- Marcelina Zawisza – przewodnicząca koła

Byli posłowie X kadencji (do 24 października 2024)
- Daria Gosek-Popiołek
- Dorota Olko
- Joanna Wicha

Wszyscy posłowie partii zostali wybrani z list Nowej Lewicy i zasiedli w Koalicyjnym Klubie Parlamentarnym Lewicy, z którego pod koniec października 2024 odeszli posłowie pozostający wówczas w partii. 6 listopada 2024 powołali oni koło poselskie Razem.

#### Byli senatorowie XI kadencji (od 2023)
- Magdalena Biejat – wicemarszałek Senatu  – do 24 października 2024
- Anna Górska – do 24 października 2024

Obie senator partii zostały wybrane z ramienia Nowej Lewicy i zasiadły w Koalicyjnym Klubie Parlamentarnym Lewicy, w którym pozostały po odejściu z partii.

### Posłowie na Sejm IX kadencji (2019–2023)
- Magdalena Biejat
- Daria Gosek-Popiołek
- Maciej Konieczny
- Paulina Matysiak
- Adrian Zandberg
- Marcelina Zawisza

Wszyscy posłowie partii zostali wybrani z list Sojuszu Lewicy Demokratycznej i zasiadali w Koalicyjnym Klubie Parlamentarnym Lewicy.

## Liczba członków
| Rok               | Liczba członków |
| ----------------- | --------------- |
| kwiecień 2016     | ponad 3 tys.    |
| październik 2019  | 2040            |
| luty 2020         | 2,5 tys.        |
| grudzień 2020     | 3 tys.          |
| 12 stycznia 2021  | 3001            |
| 20 lipca 2021     | ok. 3100        |
| maj/czerwiec 2023 | niecałe 3 tys.  |

## Poparcie w wyborach

### Wybory parlamentarne
| Wybory | Sejm             | Sejm             | Sejm             | Sejm    | Sejm    | Senat   | Senat   | Rząd               |
| Wybory | Głosy            | Głosy            | Głosy            | Mandaty | Mandaty | Mandaty | Mandaty | Rząd               |
| Wybory | Liczba           | %                | +/–              | Liczba  | +/–     | Liczba  | +/–     | Rząd               |
| ------ | ---------------- | ---------------- | ---------------- | ------- | ------- | ------- | ------- | ------------------ |
| 2015   | 550 349          | 3,62 (8.)        | –                | 0/460   | –       | 0/100   | –       | Brak               |
| 2019   | Start z list SLD | Start z list SLD | Start z list SLD | 6/460   | 6       | 0/100   | –       | Opozycja           |
| 2023   | Start z list NL  | Start z list NL  | Start z list NL  | 7/460   | 1       | 2/100   | 1       | Opozycja (od 2024) |

### Wybory samorządowe
| Wybory | Liczba głosów                                   | % (do sejmików)                                 | Liczba mandatów | +/– |
| ------ | ----------------------------------------------- | ----------------------------------------------- | --------------- | --- |
| 2018   | 242 511                                         | 1,57 (8.)                                       | 0/552           | –   |
| 2024   | Start w ramach koalicji Lewica (z NL, PPS i UP) | Start w ramach koalicji Lewica (z NL, PPS i UP) | 1/552           | 1   |

### Wybory do Parlamentu Europejskiego

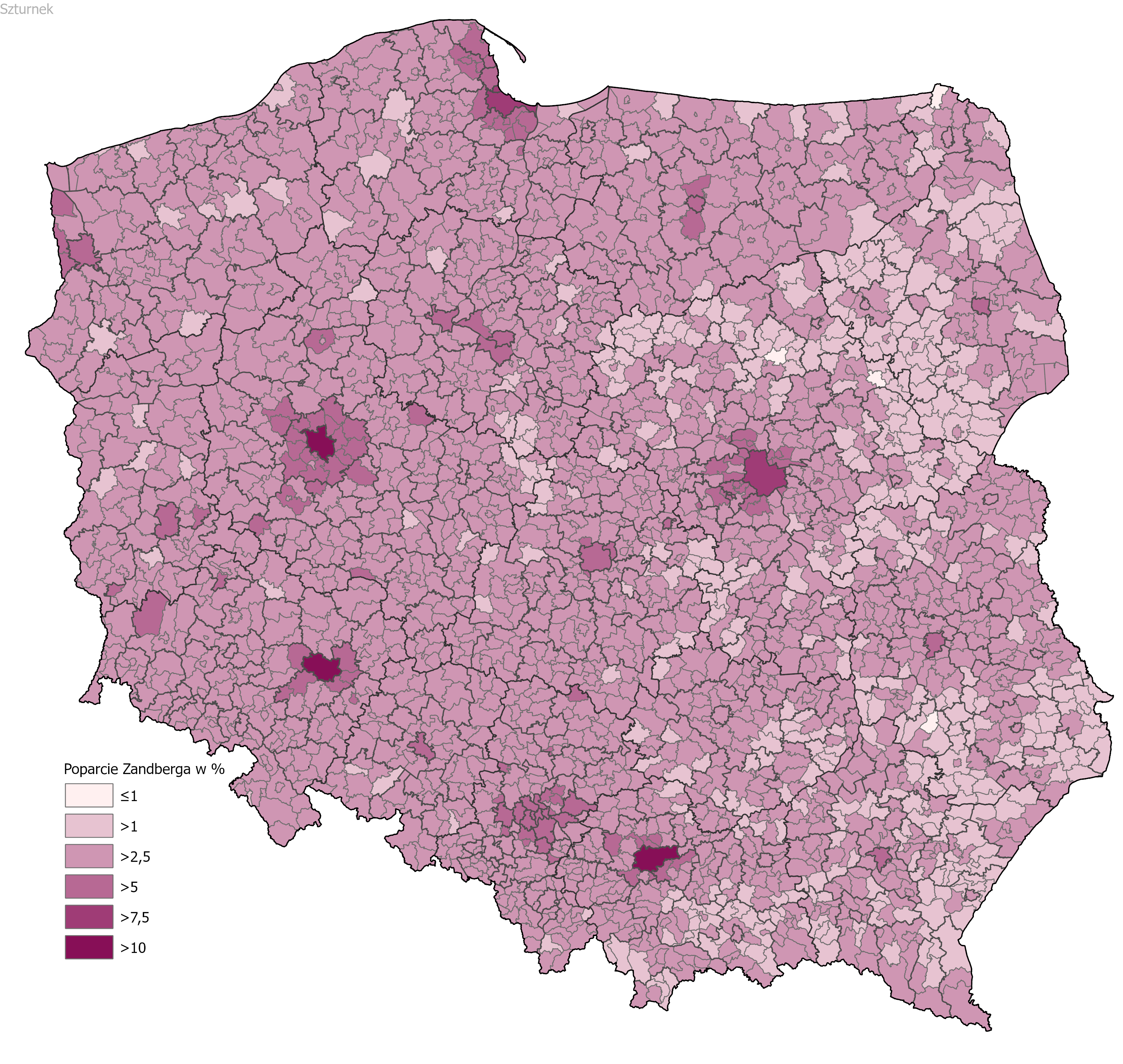
Poparcie Adriana Zandberga w wyborach prezydenckich w 2025

| Wybory | Liczba głosów                                     | %                                                 | Liczba mandatów | +/- |
| ------ | ------------------------------------------------- | ------------------------------------------------- | --------------- | --- |
| 2019   | Start w ramach koalicji Lewica Razem (z UP i RSS) | Start w ramach koalicji Lewica Razem (z UP i RSS) | 0/51            | –   |
| 2024   | Start w ramach koalicji Lewica (z NL, PPS i UP)   | Start w ramach koalicji Lewica (z NL, PPS i UP)   | 0/53            | –   |

### Wybory prezydenckie
| Wybory | Kandydat        | Zdjęcie | I tura  | I tura    |
| Wybory | Kandydat        | Zdjęcie | Głosów  | %         |
| ------ | --------------- | ------- | ------- | --------- |
| 2020   | Robert Biedroń  |         | 432 129 | 2,22 (6.) |
| 2025   | Adrian Zandberg |         | 952 832 | 4,86 (6.) |